# Nitocra malaica
Nitocra malaica är en kräftdjursart som beskrevs av Andreas Kiefer 1932. Nitocra malaica ingår i släktet Nitocra och familjen Ameiridae. Inga underarter finns listade i Catalogue of Life.